# Comper
Der Comper (französisch: Ruisseau de Comper) ist ein kleiner Fluss in Frankreich, der in der Region Bretagne verläuft. Er entspringt im nördlichen Gemeindegebiet von Paimpont, entwässert generell Richtung Nordost am Rand des Waldgebietes Forêt de Paimpont und mündet nach rund 17 Kilometern im Gemeindegebiet von Saint-Gonlay als rechter Nebenfluss in den Meu. Der Comper durchquert in seinem Verlauf hauptsächlich das  Département Ille-et-Vilaine und berührt in seinem Oberlauf beim See Étang de Comper auf einer kurzen Strecke auch das Département Morbihan.

## Orte am Fluss
(Reihenfolge in Fließrichtung)
- Le Chesnais de Gaillarde, Gemeinde Paimpont
- Comper, Gemeinde Concoret
- Les Bourdonnais, Gemeinde Muel
- Le Haut d’Avril, Gemeinde Saint-Malon-sur-Mel
- La Ville ès Marquer, Gemeinde Bléruais
- L’Épinay, Gemeinde Saint-Malon-sur-Mel
- Saint-Gonlay

## Sehenswürdigkeiten
- Schloss Comper, Schloss am See Étang de Comper mit Ursprüngen aus dem 14. Jahrhundert – Monument historique[4]. Hier befindet sich auch das Artus-Zentrum, ein Museum über die Sagenwelt in der imaginären Landschaft der Brocéliande.